# Банк Республіки (Колумбія)
Банк Республіки (ісп. Banco de la República) —— центральний банк Колумбії.

## Історія
У червні 1880 року за рішенням уряду Колумбії створений Національний банк і здійснений перехід на золотий стандарт. Випуск банкнот Національного банку набагато перевищував можливості золотого забезпечення, і 20 грудня 1886 року обмін банкнот на золото був припинений, а в 1894 році за рішенням Конгресу (парламенту Колумбії) Національний банк ліквідований.
У 1905 році заснований Центральний банк Колумбії. Одночасний обіг золотого песо і паперового песо, емісія якого постійно збільшувалася, привели до ліквідації банку в 1909 році.
У 1923 році ухвалений закон про установу Банку Республіки у формі акціонерного товариства, 50% акцій якого належать уряду. Власники решти 50% акцій — колумбійські і іноземні банки і приватні особи. У тому ж році банк отримав виключне право випуску банкнот, раніше банкноти випускало казначейство, уряди провінцій, приватні банки.